# Projecte MKDELTA

Escut de la CIA.

El Projecte MKDELTA o MKPLUSULTRA, igual que el seu successor, el Projecte MKUltra, va ser una operació de control mental ideada i realitzada, efectivament, per la CIA. Actualment, el Projecte MKDELTA té la seu a Langley, a Virgínia, Estats Units. Tot i que el nombre d'empleats és classificat oficialment, s'estima que el Projecte podria comptar amb aproximadament 20.000 treballadors, i encara que el pressupost també és classificat s'estima en uns 10.000 milions de Dòlars EU.
estimado en 20.000 El nom és un criptònim de l'Agència Central d'Intel·ligència (CIA) en el qual el dígraf "MK" representa a projecte d'Equip de Serveis Tècnics de la CIA a les dècades dels 50 i els 60.
El Projecte involucrava l'ús de bioquímics a les investigacions amb éssers humans.
| «                                                   | Un procediment especial anomenat MKDELTA, fou dissenyat per a controlar el material (humà) del Projecte Mk Ultra. Aquest material fou usat en un gran nombre d'ocasions. Perquè els arxius del Mk Ultra foren destruïts (per Sidney Gottlieb) és impossible reconstruir l'ús operacional del Mk Ultra en altres països, pero es deixà establert que començà l'any 1953, i, possiblement, tan aviat com el 1950 | » |
| — Report del Comitè Church (Llibre I, Capítol XVII) | |   |

| «                                                   | Les drogues psicotròpiques són usades primàriament com ajuda als interrogatoris, però als subjectes dels projectes Mk Ultra/MKDELTA poden ser usats per a amenaçar, desacreditar o inhabilitar. | » |
| — Report del Comitè Church (Llibre I, Capítol XVII) | |   |